# سنت-اورسول، کبک
سَنت-اورسول (به فرانسوی: Sainte-Ursule) قصبه‌ای در منطقه شهری ماسکینونژه ناحیه موریسی در استان کبک کانادا است. در سرشماری سال ۲۰۱۱ این قصبه ۱٬۴۷۵ نفر جمعیت داشته‌است و مساحت آن ۶۵٫۳۷ کیلومتر مربع است.